# Cigeľka
Cigeľka (dříve Cigelka, rusínsky Цигелка) je obec a zřídlo minerální vody na severovýchodním Slovensku v okrese Bardejov s rusínským a romským obyvatelstvem. Žije zde 587 obyvatel. První písemná zmínka o Cigeľce pochází z roku 1414. V následujících staletích patřila do makovického panství. V obci je řeckokatolický chrám sv. Kosmy a Damiána z roku 1816, ve kterém – jak uvádí pamětní deska – v roce 1911 sloužil svou primici pozdější prešovský biskup Pavel Peter Gojdič, který zde působil. Cigeľka leží pod horou Busov (1 002 metrů nad mořem).
Minerální voda Cigeľka má léčivé účinky. Za První československé republiky byly u pramene minerální vody zřízeny také malé lázně.
V 19. století byla obec postižena vystěhovalectvím do Severní Ameriky z ekonomických důvodů, v roce 1947 se část obyvatel na popud sovětských úřadů přestěhovala na Ukrajinu, odkud se od šedesátých let 20. století do počátku 21. století většina postupně vrátila na Slovensko.
V posledních letech je Cigeľka ve větší míře navštěvována turisty, a to zejména z Polska, což bylo umožněno otevřením turistického pohraničního přechodu pro pěší.

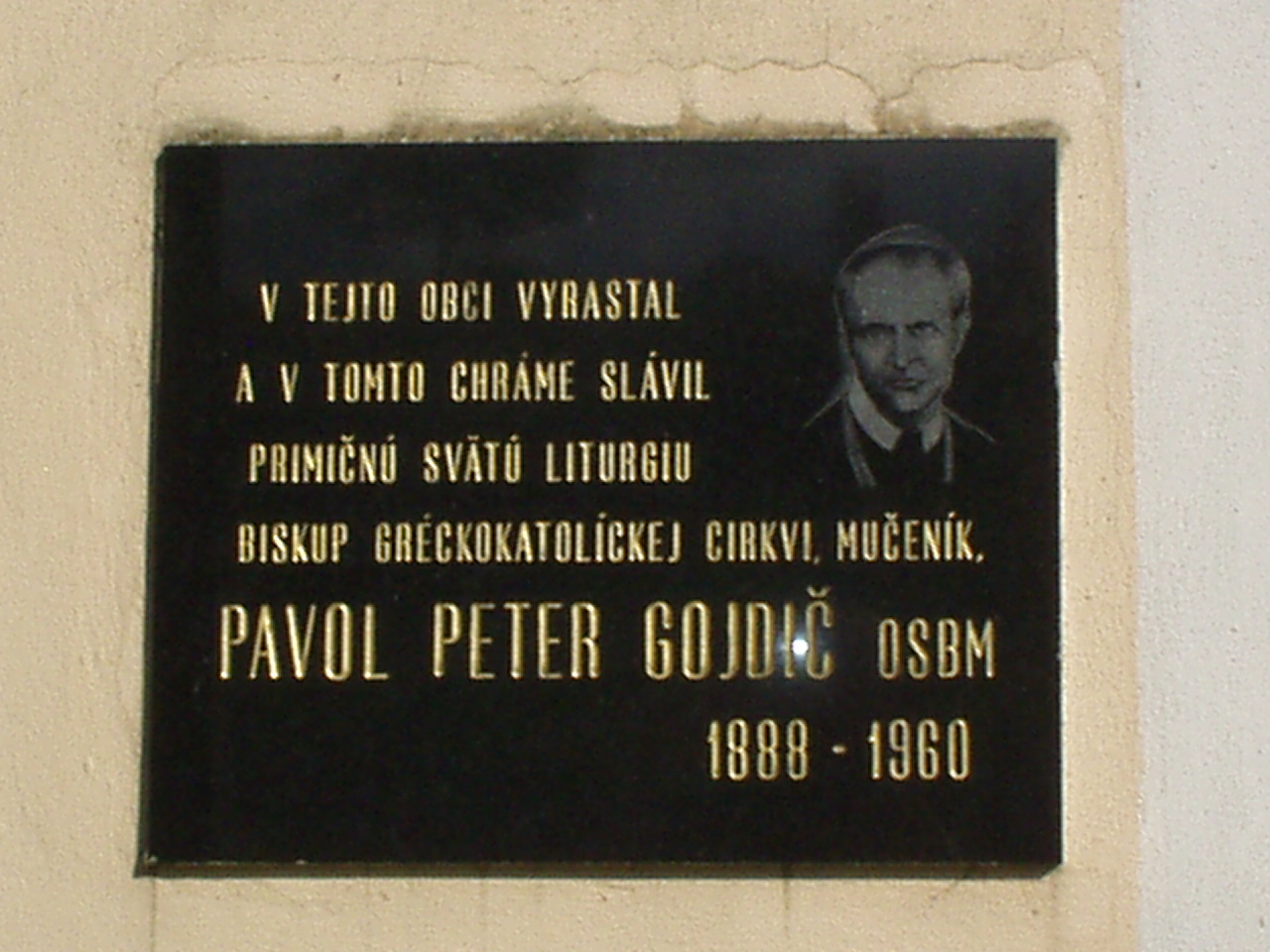
Pamětní deska na zdi chrámu v Cigeľce

Obec leží od hlavního města Bratislavy 429 km, krajského města Prešov 63,1 km a okresního města Bardejov 21,0 km, sousedí se čtyřmi obcemi : Gaboltov, Nižný Tvarožec, Petrová a Vyšný Tvarožec.